# Telstra Corporation
Telstra eller Telstra Corporation (Ibland även kallad Telstra Corp), (ASX:TLS, NZX: TLS) är ett australiskt tele- och mediabolag. Bolaget är den största teleoperatören i Australien, med huvudkontoret i Melbourne, Victoria, Australien. Företaget hette förut Telecom Australia, men man bytte 1993 namn till det nuvarande. Bolaget var tidigare statsägt men är sedan 2006 privatiserat och börsnoterat. 